# Pont suspendu de Niouc
Le pont suspendu de Niouc, également appelé pont de l'araignée, est un pont suspendu situé à Niouc, dans le canton du Valais, en Suisse. Il est le plus haut pont suspendu d'Europe.

## Localisation
Le pont suspendu de Niouc se trouve à l'entrée du val d'Anniviers, près du village de Niouc, à 950 m d'altitude. Il traverse la Navizence,.

## Histoire

### Genèse
Le bisse des Sarrasins irrigue le village de Briey depuis le XVe siècle. En 1720 ou 1832, à la suite du « grand malheur » — un accident qui voit des hommes chargés de son entretien tués par un éboulement —, le bisse est abandonné. Le village n'est alors plus alimenté en eau et finit par être délaissé à son tour. Il faut attendre le début du XXe siècle pour que les habitants de Chippis, motivés par des plantations et du bétail malades en plaine, se réintéressent à Briey.
En 1908, une centrale hydroélectrique utilisant l'eau de la Navizence est construite à Chippis. L'idée de prélever de l'eau depuis une conduite de la centrale naît alors ; l'eau doit ainsi partir depuis Niouc, au lieu-dit « château d'eau », traverser la crevasse en fond de vallée puis rejoindre Briey.

### Construction
Une première version de la canalisation est proposée en 1913, mais les travaux sont retardés par la Première Guerre mondiale. À la fin de celle-ci, une canalisation suspendue accompagnée d'un pont est préférée au projet initial. Les travaux ont finalement lieu en 1922. Le projet est mené par un consortage formé par Fridolin Antille, Alexandre Favre, Michel Rossier, Joseph Tschopp et Edouard Zufferey. Le pont est tracé par le géomètre Dominique Clivaz et la quarantaine d'ouvriers participants au chantier sont supervisés par le président de Grimentz Justin Salamin. Le salaire horaire d'un ouvrier est de 60 centimes de franc suisse (4 francs en 2025).

### Reconversion
En 1981 le consortage du bisse de Briey vend le pont suspendu à Claude Forclaz pour le montant de un franc suisse symbolique. Il le revendra en 1988, pour le double à l'association des amis du pont suspendu de Niouc, qui accepte d'en gérer les droits de propriété, de favoriser son exploitation et ses visites. 
En 1996, le pont a été rénové et amélioré par une vingtaine de bénévoles, de l'association des amis du pont. Dès 1997 on peut y exercer des activités extrêmes : saut à l'élastique, pendulaire et traversée en tyrolienne. Il est aujourd'hui suspendu dans le vide à une hauteur de 190 mètres, sa longueur est de 200 mètres et le passage est de 50 centimètres de large.

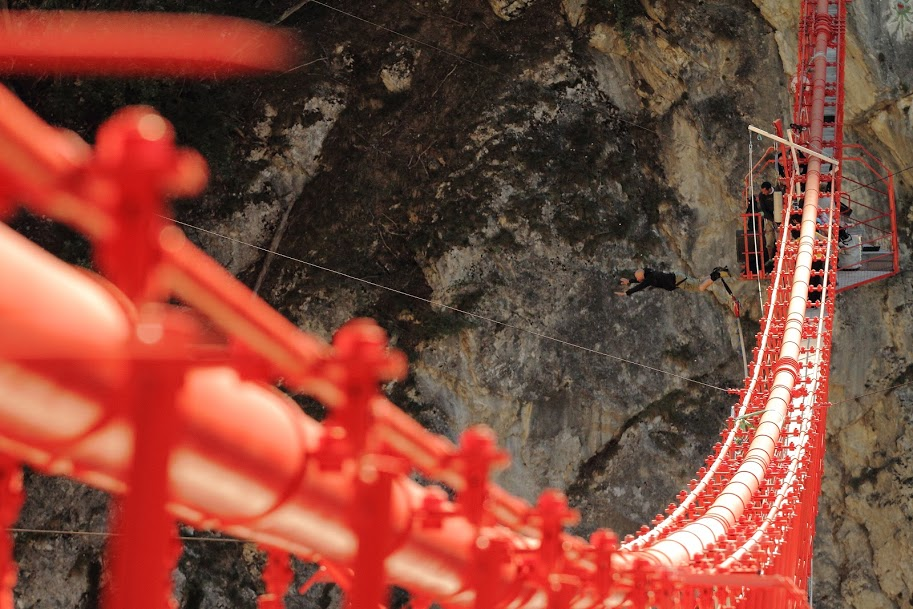
pont suspendu de l'araignée
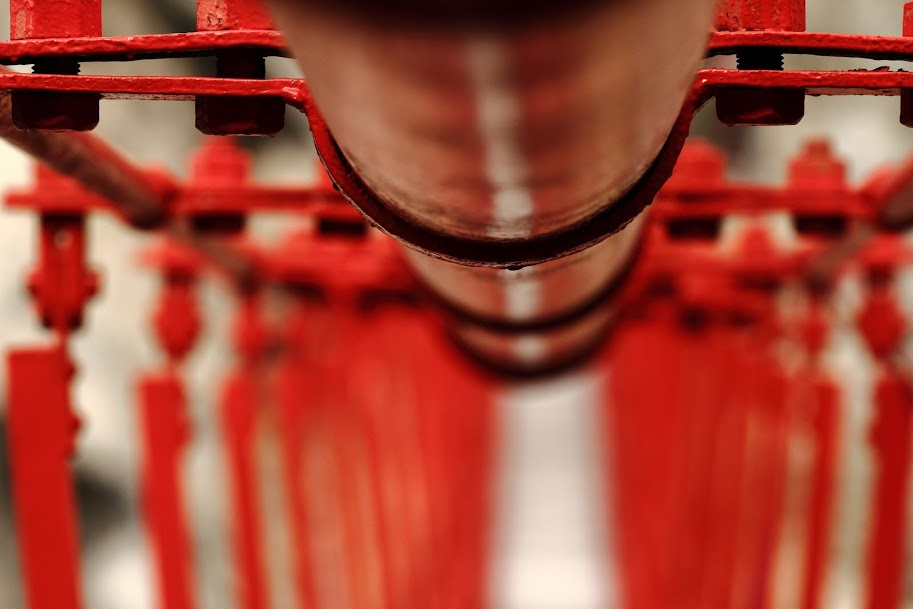
Conduite du pont suspendu de l'araignée

## Caractéristiques

### Dimensions
Le pont suspendu de Niouc a une longueur totale de 200 m. Sa conduite est longue de 220 m et le câble qui la soutient fait 186 m. Il est haut de 190 m et fait donc partie des plus hauts ponts suspendus au monde. Son plancher mesure 50 cm de large. Le pont suspendu de Niouc peut supporter un poids jusqu'à 310 tonnes.

### Structure
Sa structure en câbles rouges lui vaut le surnom de « pont de l'araignée ».

### Vidéographie
- [vidéo] « Le grand saut » sur Radio télévision suisse, 10 octobre 1999, 1:46 min (consulté le 13 novembre 2022)
- [vidéo] « Le vertigineux pont de Niouc vu du ciel » sur Radio télévision suisse, 10 juin 2022, 5:31 min (consulté le 12 novembre 2022)